# Абатай

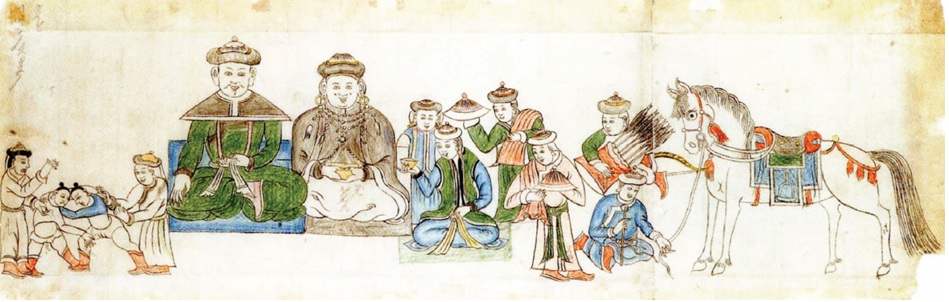
Картина XVI века с изображением Абатай Саин-хана и его хатун, хранящаяся в музее изобразительного искусства имени Дзанабадзара в Улан-Баторе

Абатай, настоящее имя — Вачир (монг. Абтай сайн хан; 1534—1586) — монгольский князь из княжеского дома Тушэту-ханов. Известен как последний хан, пытавшийся объединить Монголию после распада Юаньской империи. Правнук Даян-хана, внук Гэрэсэндзэ.

## Биография
Вёл борьбу ожесточённую борьбу с ойратами, закончившуюся их покорением в 1577 году в битве при Хубхэр-Гэрийн. В том же году Абатай-хан объявил своего сына Субагатая ойратским ханом. Абатай-хан был ревностным распространителем буддизма, для принятия которого ездил в 1577 году в Хух-Хото, где встретился с Далай-ламой III. В 1585 году начал постройку первого стационарного буддийского монастыря в стране — Эрдэни-Дзу на месте прежней столицы Монгольской империи Каракорума.
После его смерти в 1586 году ойраты восстали и убили Субагатая, после чего снова продолжилась борьба между западными и восточными монголами, продлившаяся около двухсот лет.
Чингизид Абатай-хан является правнуком Бату-Мункэ Даян-хана (1464—1517/1543) — последнего объединителя Монголии и прадедом первого Богдо-гэгэна Дзанабадзара.

## Образ Абатая в фольклоре и историографии
В дореволюционной Монголии существовал особый культ Абатай-хана. Абатай-хан известен как последний правитель, пытавшийся объединить Монголию после распада Юаньской империи. Его имя стоит в ряду таких правителей, как Даян-хан, Алтан-хан, Лигдэн-хан.
В Монголии существует «Синяя легенда о добродетельном хане Абатае» (Автай сайн хаан), в которой повествуется о том, как он принёс буддизм в Монголию. В этой легенде также даётся интерпретация имени и титула хана «Абатай-Сайн-хан» как Аавдаа сайн хаан, то есть «Отцу добродетельный хан», но это не соответствует действительности. Настоящее имя Абатай-хана, Сабатай-хан, приблизительно переводится как «сосуд для подношений». «Легенда о добродетельном хане Абатае» была, видимо, придумана позже буддийским духовенством для того, чтобы отметить его заслуги в деле распространения буддизма в Монголии.